# 疏羽凸轴蕨
疏羽凸轴蕨（学名：Metathelypteris laxa）为金星蕨科凸轴蕨属下的一个种。

## 扩展阅读
維基物種上的相關：疏羽凸轴蕨